# Ne-Yo
Ne-Yo (n. Shaffer Chimere Smith, 18 octombrie 1979) este un cântăreț american câștigător al Premiului Grammy. El a compus melodia „Let Me Love You” pentru cântărețul Mario. Deoarece melodia a avut succes la lansare în SUA a determinat o întâlnire informală între Ne-Yo și șeful casei de discuri Def Jam aceștia semnând un contract de înregistrare.
Acesta a devenit cunoscut în urma single-ului So Sick, ce a atins poziția cu numărul 1 în SUA. A scris melodii pentru Beyoncé Knowles sau Rihanna.

## Legăturiexterne
- Site web oficial
- Ne-Yo la Internet Movie Database

1. ↑  CONOR.SI[*] Verificați valoarea |titlelink= (ajutor)